# Aphaniosoma dhofaricum
Aphaniosoma dhofaricum är en tvåvingeart som beskrevs av Ebejer 1996. Aphaniosoma dhofaricum ingår i släktet Aphaniosoma och familjen gulflugor.
Artens utbredningsområde är Oman. Inga underarter finns listade i Catalogue of Life.